# Associazione Calcio Lanerossi 1942-1943
Questa voce raccoglie le informazioni riguardanti l'Associazione Calcio Lanerossi nelle competizioni ufficiali della stagione 1942-1943.

## Rosa
| N. |                   | Ruolo | Calciatore              |
| -- | ----------------- | ----- | ----------------------- |
|    | Italia (bandiera) | D     | Giuliano Albarello      |
|    | Italia (bandiera) | C     | Pietro Andrich          |
|    | Italia (bandiera) | A     | M. Andrighetto          |
|    | Italia (bandiera) | C     | Mario Balbo             |
|    | Italia (bandiera) | C     | Giovan Battista Ballico |
|    | Italia (bandiera) | C     | Giacomo Bevardo         |
|    | Italia (bandiera) | A     | L. Borgo                |
|    | Italia (bandiera) | P     | Angelo Comar            |
|    | Italia (bandiera) | C     | S. Drago                |
|    | Italia (bandiera) | C     | Aldo Gobbetto           |
|    | Italia (bandiera) | A     | G. Gonzato              |
|    | Italia (bandiera) | D     | G. Grotto               |

| N. |                   | Ruolo | Calciatore      |
| -- | ----------------- | ----- | --------------- |
|    | Italia (bandiera) | A     | E. Gualtiero    |
|    | Italia (bandiera) | A     | S. Marigo       |
|    | Italia (bandiera) | A     | Ettore Moretto  |
|    | Italia (bandiera) | A     | B. Pietrobelli  |
|    | Italia (bandiera) | A     | Antonio Pozzato |
|    | Italia (bandiera) | A     | Mario Rizzi     |
|    | Italia (bandiera) | A     | A. Rosa         |
|    | Italia (bandiera) | D     | A. Ruaro        |
|    | Italia (bandiera) | P     | Eugenio Sartori |
|    | Italia (bandiera) | D     | A. Sbalchiero   |
|    | Italia (bandiera) | P     | E. Vitella      |